# Облако (противоградовая ракета)
«Облако» и «Облако-М» — советские (российские) противоградовые ракеты калибра 125-мм, предназначенные для защиты сельскохозяйственных угодий от градоопасных облаков. Разработаны в Казанском ЭКБ «Союз» по заданию Госгидромета СССР. В эксплуатации находились с 1964 года.

## Принцип действия
Ракета стартует с наклонной пусковой установки, оснащенной 4 или 12 направляющими. После распыления реагента в градовом облаке, ракета возвращается на землю на парашюте. Распыленный ракетой реагент превращает градовые облака в обычные дождевые. Корпус ракеты выполнен из стеклопластика, в нём размещается заряд твердого топлива. В нижней части корпуса установлена трехпарашютная система.
Ракета «Облако-М» является модернизированным вариантом своей предшественницы. Она ещё долгое время эксплуатировалась противоградовыми службами.

## Технические параметры
- реагент — йодистое олово;
- вес реагента, кг — 5,1;
- максимальная высота полета, км — 11,5;
- длина ракеты, м — 2,0 («Облако»), 2,1 («Облако-М»);
- вес ракеты, кг — 34 («Облако»), 35 («Облако-М»);
- время работы двигателя, с — 12…13;
- время распыления реагента, с — 30…50;
- скорость спуска на парашюте, м/с — 6…8;
- двигатель — твердотопливный РДТТ.